# Porta del Letame
La Porta del letame, conosciuta anche come Sha'ar Ha'ashpot (in ebraico שער האשפות‎?, "Porta dei rifiuti") o Bab al-Maghariba (in arabo باب المغاربة‎?, "Porta dei maghrebini"), si trova nella parte sud-est delle mura della Città Vecchia di Gerusalemme. È la più piccola delle sette porte cittadine ancora accessibili.

## Storia

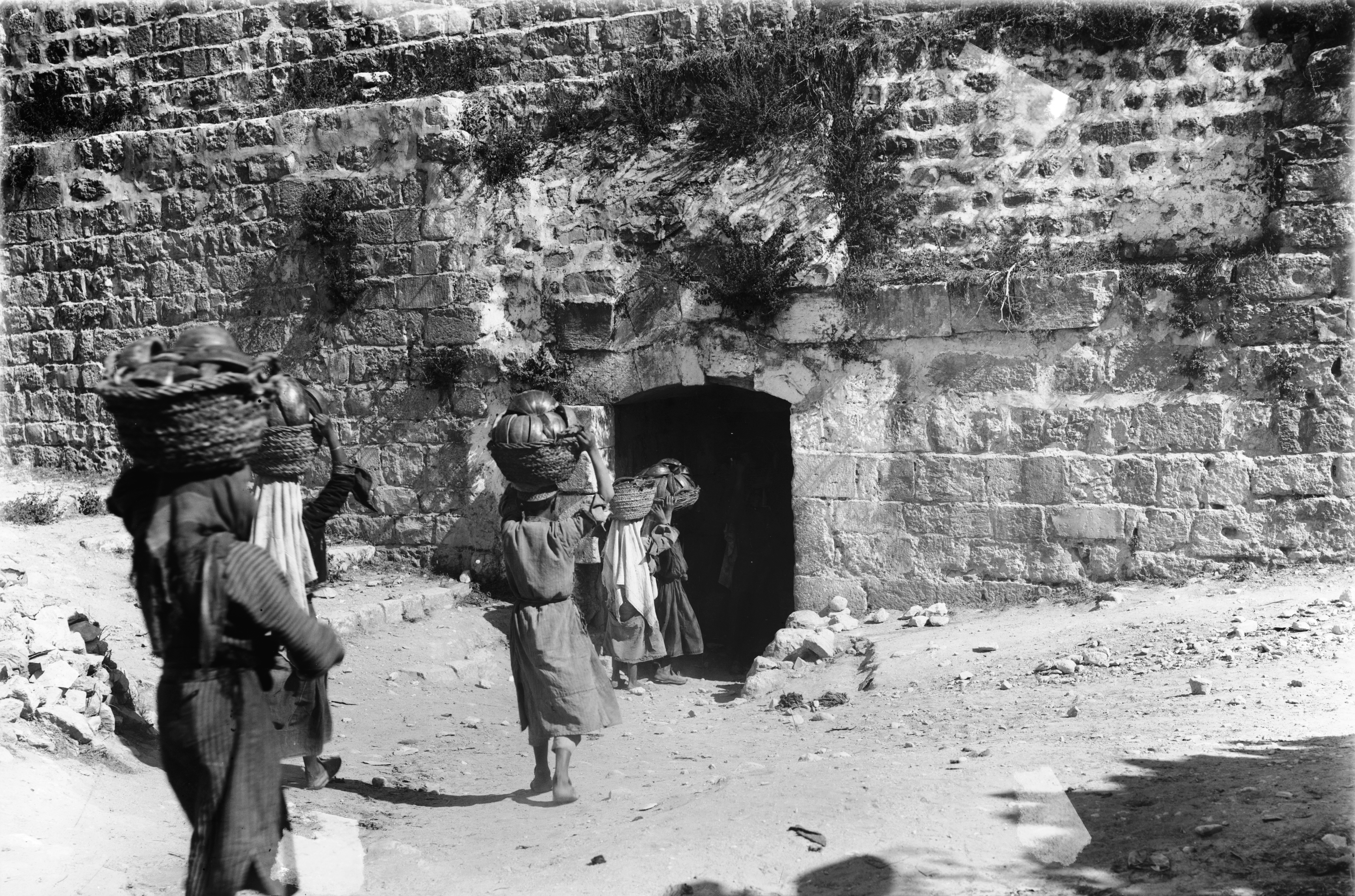
La Porta del letame negli anni '40, prima del suo ampliamento avvenuto nel 1952

La porta fu costruita tra il 1537 ed il 1542 quando il sultano ottomano Solimano il Magnifico fece erigere la cinta muraria che circonda la città vecchia.
La porta del letame è la più vicina al Muro del Pianto ed è il passaggio principale per i veicoli diretti al sito religioso. In origine notevolmente più piccola, fu ampliata nel 1952, sotto l'amministrazione giordana. Nel 1980, Israele commissionò all'architetto Shlomo Aronson di restaurarla ed ampliarla ulteriormente.

## Origine dei nomi
Secondo la leggenda, il nome ebraico Sha'ar Ha'ashpot (porta dei rifiuti) sarebbe dovuto ad una discarica che si trovava appena fuori dalla porta.
Il nome Porta dei maghrebini ("Bab al-Maghariba") si riferisce all'ampia comunità di nordafricani che vivevano nei dintorni della porta nel XVI secolo, mentre porta di Silwan fa riferimento al villaggio di Silwan che si trova poco a sud della porta.

## Nell'Antico Testamento
Il nome Sha'ar Ha'ashpot appare nel Libro di Neemia 2:13-14 datato tra il IV e metà del III secolo a.C. e non è quindi da confondere con l'attuale porta, di origine ottomana.

## La Porta dei Tintori

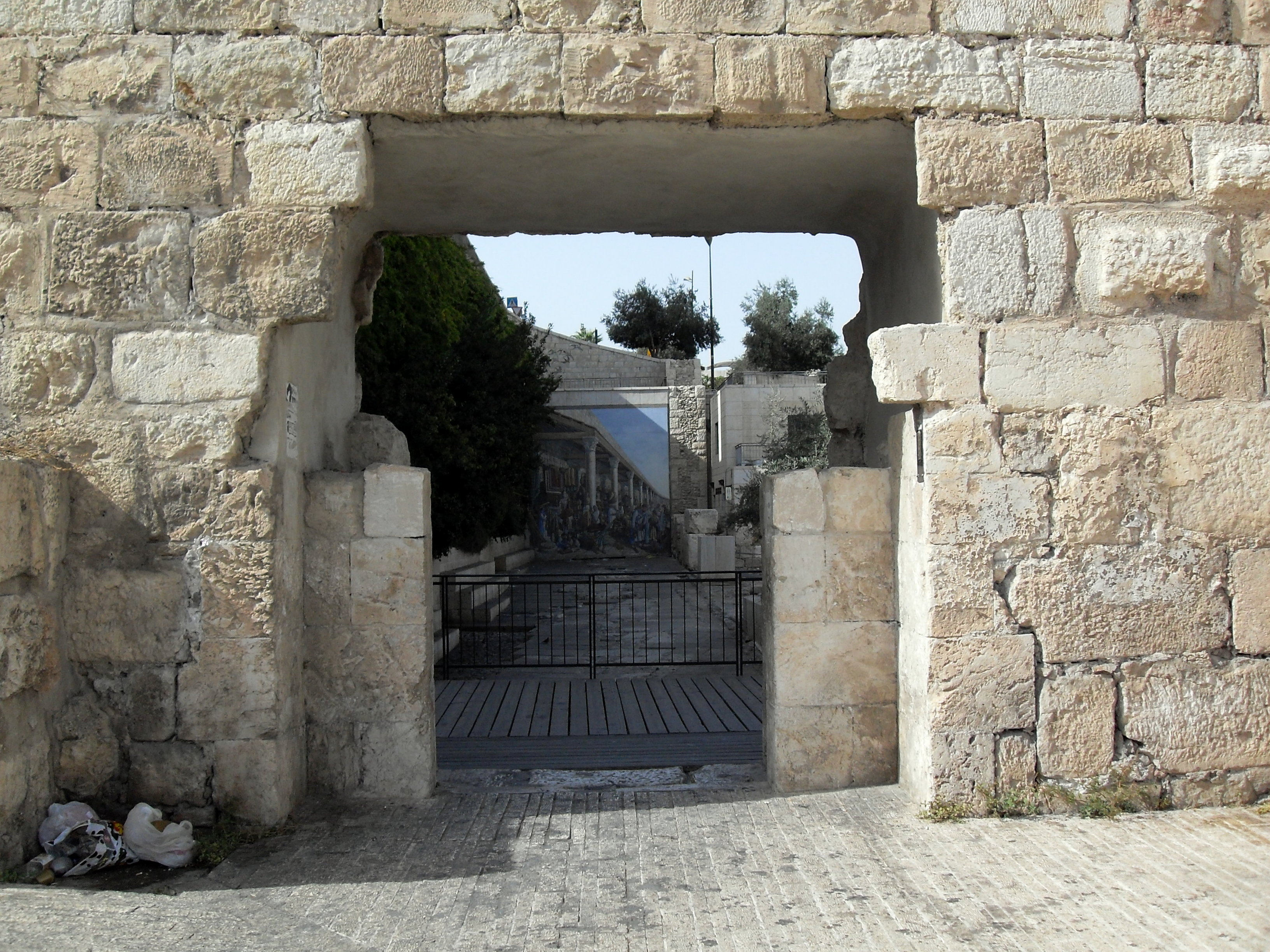
La Porta dei Tintori

La Porta dei Tintori (in ebraico שער הבורסקאים‎?, Sha'ar HaBursekaim) è una piccola apertura che si trova a circa 15 m ad ovest della Porta del Letame, ampia 1,95 m, ed accessibile ai soli pedoni attraverso una passerella.
Fu scoperta e portata alla luce dagli archeologi Benjamin Mazar e Meir Ben Dov dopo la guerra dei sei giorni. Viene, forse erroneamente, identificata con la porta dei conciatori di origine crociata. Nel Medioevo le concerie si trovavano in questa zona, esternamente alle mura.